# Evolvulus daphnoides
Evolvulus daphnoides är en vindeväxtart som beskrevs av Stefano Moricand. Evolvulus daphnoides ingår i släktet Evolvulus och familjen vindeväxter. Inga underarter finns listade i Catalogue of Life.